# Шахт, Харро
Харро Шахт (нем. Harro Schacht; 15 декабря 1907, Куксхафен — 13 января 1943, Южная Атлантика) — немецкий офицер-подводник, капитан 2-го ранга (1 января 1944 года, посмертно).

## Биография
1 апреля 1928 года поступил на флот фенрихом. 1 октября 1930 года произведен в лейтенанты. Служил на легких крейсерах «Эмден» и «Нюрнберг», а с 1937 года — в ОКМ.

## Вторая мировая война
В июне 1941 года переведен в подводный флот. Совершил недолгий поход на подлодке U-552, которой командовал Эрих Топп.
8 октября 1941 года назначен командиром подлодки U-507 (Тип IX-C), на которой совершил 4 похода (проведя в море в общей сложности 224 суток). Во время похода в Южную Атлантику в августе 1942 года потопил 6 бразильских судов, что стало непосредственным поводом для объявления этой страной войны Германии.
В сентябре 1942 года участвовал в операции, результатом которой стал скандал с «Лаконией».
Всего за время военных действий Шахт потопил 19 судов общим водоизмещением 77 144 брт и повредил 1 судно водоизмещением 6561 брт. Погиб вместе с лодкой, потопленной американскими самолетами «Каталина».
9 января 1943 года награждён Рыцарским крестом Железного креста.